# 독일 노동자당
독일 노동자당(獨逸 勞動者黨, 독일어: Deutsche Arbeiterpartei 도이체 아르바이터파르타이[*], 약칭 DAP)은 1919년에 창당된 뒤부터 짧은 기간 동안에 존재했던 독일의 정당이다. 1920년에 창당한 국가사회주의 독일 노동자당(國家社會主義 獨逸 勞動者黨, 독일어: Nationalsozialistische Deutsche Arbeiterpartei 나치오날조치알리스티셰 도이체 아르바이터파르타이[*], 약칭 NSDAP, 나치당)의 전신이다.

## 기원
1919년 1월 5일 뮌헨에 있는 퓌르스텐펠더 호프(Fürstenfelder Hof) 호텔에서 신비주의 단체인 툴레 협회의 회원 가운데 한 사람이었던 안톤 드렉슬러에 의해 설립되었다. 이 단체는 1918년 드렉슬러가 설립한 "좋은 평화를 위한 자유 노동자 위원회"(Freien Arbeiterausschuss für einen guten Frieden)가 발전한 단체이기도 했다. 드렉슬러는 1918년 12월 범게르만주의 단체인 범(汎)게르만 동맹(Alldeutscher Verband)의 지도자이면서 그의 멘토였던 파울 타펠(Paul Tafel, 아우크스부르크-뉘른베르크 기계 공장 부장 겸 툴레 협회 회원)과 함께 독일 노동자당 설립을 독려하였다. 드렉슬러는 중산층 정당과는 달리 대중과 민족주의자 모두에게 접촉하는 정당을 구상했다. 초기 회원은 약 40명이었다.
1919년 3월 24일 언론인 겸 툴레 협회의 회원인 카를 하러(Karl Harrer)가 독일 노동자당에 툴레 협회의 영향력을 확대하기 위해 입당했으며 '정치적 노동자 서클'을 조직하였다. 당시에는 회원 수가 적어 뮌헨에 있는 맥주 하우스에서 모임을 가지는 수준이었다.

## 아돌프 히틀러의 입당

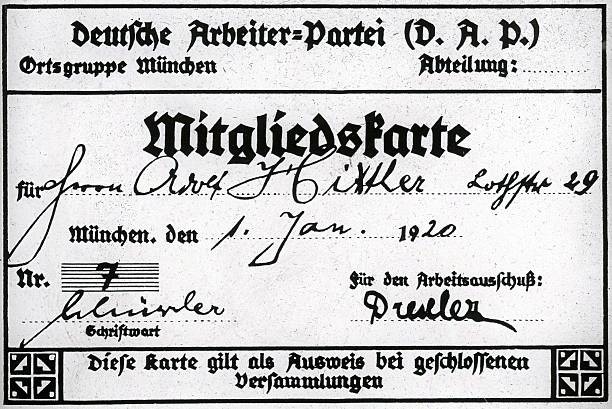
나중에 위조된 히틀러가 받은 독일 노동자당 당원증 ("당원 번호 7번"이 적혀 있음)

1919년 9월 12일 독일 육군 상병 아돌프 히틀러는 독일 노동자당에 대한 정보 수집 명령을 받았다. 히틀러는 뮌헨에 있는 맥주 하우스에서 열린 독일 노동자당의 집회에 참석했다. 그러나 히틀러는 집회에 참석한 대학 교수와 폭력적인 논쟁을 벌였다. 이 사건 직후에 드렉슬러는 히틀러의 웅변술에 감명받아 히틀러에게 입당을 권고했다. 몇 가지 사건 이후에 히틀러는 육군을 떠나 9월 말에 독일 노동자당의 초청으로 입당했다.
히틀러가 입당하던 당시에 독일 노동자당의 당원 번호와 당원증은 존재하지 않았다. 1920년 1월에 처음으로 당원증이 발급되었는데 알파벳 순으로 배정받았다. 이 때 히틀러는 555번을 받았다. 실제로는 55번이었지만 당이 더 크게 보이기 위해 번호는 501번부터 시작되었다. 한편 히틀러는 자서전인 《나의 투쟁》에서 자신의 당원 번호는 7번이었으며 독일 노동자당의 창립 당원 가운데 한 명이었다고 주장했다. 히틀러는 1919년 10월 16일에 열린 회의에서 자신의 첫 번째 연설을 진행했고 곧 독일 노동자당의 핵심 인물로 떠오른다.

## DAP에서 NSDAP로
독일 노동자당(DAP)에 있던 소수의 당원들은 히틀러의 정치적 신념에 매료되었다. 이 정당을 보다 많은 사람들에게, 보다 광범위하게 호소하기 위해 1920년 2월 24일에 정당 명칭을 국가사회주의 독일 노동자당으로 개칭했다. 이 명칭은 당시에 존재했던 오스트리아의 다른 정당인 독일 국가사회주의 노동자당(Deutsche Nationalsozialistische Arbeiterpartei)을 본뜬 것이었다. 히틀러는 원래 "사회 혁명당"을 제안했지만 루돌프 융(Rudolf Jung, en)은 히틀러가 DNSAP의 이름을 따르도록 설득했다.

## 당원
히틀러는 초기 당원 가운데 한 사람이었다. 다음은 초기 당원 가운데 저명한 당원들이다.
- 안톤 드렉슬러
- 디트리히 에카르트
- 고트프리트 페더
- 한스 프랑크
- 카를 하러
- 에른스트 룀
- 알프레트 로젠베르크